# 威廉·肯尼斯·哈特曼
威廉·肯尼斯·哈特曼（英語：William Kenneth  Hartmann，1939年6月6日—），美國行星科學家和作家，提出月球形成和地球自轉軸傾斜23°是因為天體撞擊地球造成的第一人。

## 生平
哈特曼生於美國宾夕法尼亚州。於宾夕法尼亚州立大学獲得物理學士學位，再於亚利桑那大学獲得地質學碩士和天文學博士學位。他的研究生涯超過40年。1960年代早期他和杰拉德·柯伊伯一起研究月球的東方海，之後在水手9號的測繪組和火星全球探勘者號影像團隊工作。現為行星科學研究所資深科學家。
哈特曼受到美國居領導地位的太空藝術家切斯利·博尼斯泰爾的強烈影響，他也出版許多關於地球歷史和太陽系的書本以及繪製太空藝術圖（多數是和榮恩·米勒合作） 。
哈特曼是國際天文藝術家協會的會士。他寫了多本課本和小說（部分是科幻小說），最近一本於2002年出版。
哈特曼曾於1966到1968年參加科羅拉多大學的幽浮研究計畫，該計畫也被非正式稱為康頓委員會，這是美國空軍贊助的一個相當爭議性的公開研究幽浮單位。哈特曼主要研究幽浮影像並駁斥大部分的照片，指出大多數照片都是不可信的；但他最後提出的委員會結案報告指出有兩個案例是無法解釋的。而這兩個案例也常被認為是幽浮存在的證據。

## 榮譽

### 獎項
- 1997年獲得美國天文學會行星科學部授予卡尔·萨根奖章，表彰他對行星科學向大眾推廣的貢獻。

### 命名事物
小行星3341

## 外部連結
- 網路推理小說資料庫上的William K. Hartmann
- William K. Hartmann on Novaspace（页面存档备份，存于）
- 威廉·肯尼斯·哈特曼官方網頁（页面存档备份，存于）